# Сен Никола (Белгия)
 Тази статия е за белгийската община.  За други значения вижте Сен Никола.  
Сен Никола̀ (на френски: Saint-Nicolas) е община в Източна Белгия, в окръг Лиеж на провинция Лиеж. Намира се на 5 km западно от центъра на град Лиеж. През 1977 година към Сен Никола са присъединени и съседните селища Монтене и Тильор. Населението на Сен Никола е 24 251 души (по приблизителна оценка от януари 2018 г.).
В Монтене е роден политикът Жорж Тьони (1873 – 1966).